# Republiek Litouwen (1918-1940)
De Republiek Litouwen (Litouws: Lietuvos Respublika) is de naam voor Litouwen tussen 1918 en 1940; tegenwoordig heet het land officieel ook zo.
In 1915 werd Litouwen door Duitse troepen bezet. In de verwarring die volgde op de Russische Revolutie werd op 16 februari 1918 in Vilnius de Litouwse staat uitgeroepen, die nadrukkelijk teruggreep op het oude Grootvorstendom Litouwen. In de jaren 1920-22 vond deze staat algemene internationale erkenning. De Sovjet-Unie erkende Litouwen op 12 juni 1920 bij het Verdrag van Moskou. In september 1921 trad het land toe tot de Volkenbond.

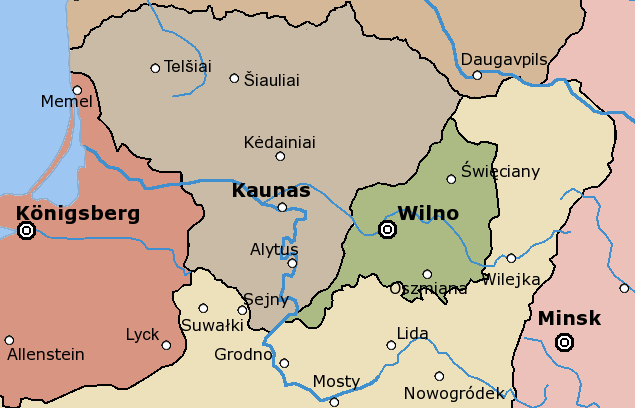
Situatie 1918–1923.
Republiek Litouwen
Republiek Midden-Litouwen
Tweede Poolse Republiek
Weimarrepubliek (Duitsland)
Republiek Letland
Belarussische Socialistische Sovjetrepubliek

De oude hoofdstad Vilnius, die bevolkt werd door een meerderheid van Polen en Joden, en waarvan de inwoners van de nabije streek meestal Pools spraken, werd van 1920-1939 door het naburige Polen bezet gehouden. De Litouwse regering week uit naar Kaunas, dat de status van tijdelijke hoofdstad kreeg. Vilnius bleef grondwettelijk de officiële hoofdstad van Litouwen. Polen en Litouwen leefden tussen de wereldoorlogen in onmin vanwege het Vilniusgebied. Toen in 1923 bleek dat de internationale gemeenschap instemde met de status quo, nam Litouwen in het westen het door de Volkenbond bestuurde Memelland in. In dit voorheen Duitse gebied woonde een Litouwse minderheid, evenals in Oost-Pruisen.
Tussen 1920 en 1927 kende Litouwen een tijdperk van parlementaire democratie met verschillende partijen, waaronder partijen van de etnische minderheden, zowel van Duitsers in het Memelland als van Polen en Joden (Bund, Folkspartei, Agudat Israel enz.). In 1926 beëindigde een staatsgreep het democratische stelsel na de vorming van de eerste linkse Litouwse regering. Het parlement (Seimas) werd het jaar erop ontbonden door president Antanas Smetona, die tot september 1929 bijgestaan werd door Augustinas Voldemaras, de leider van de extreemrechtse partij "IJzeren Wolf", door Smetona benoemd tot eerste minister. Tussen 1929 en 1940 was Smetona alleenheerser in Litouwen.
Ten gevolge van het Molotov-Ribbentroppact tussen Hitler en Stalin van 1939 kwam er een eind aan de onafhankelijkheid van Litouwen. Het Memelgebied, dat tot 1919 tot het Duitse Rijk had behoord, moest aan Duitsland afgestaan worden. Eind 1939, na de verovering van Oost-Polen door de Sovjet-Unie, werd Vilnius aan Litouwen toegewezen. Op 15 juni 1940 trokken de Sovjettroepen  Litouwen binnen, waarna het als Litouwse Socialistische Sovjetrepubliek opging in de Sovjet-Unie. Deze feitelijke annexatie van een legitiem lid van de Volkenbond werd door veel landen, waaronder de Verenigde Staten, nooit erkend.